# Uriel
Uriel (hebr. אוּרִיאֵל, Svjetlost Gospodinova, Božji oganj), jedan od arkanđela koji se spominje u židovskoj i kršćanskoj tradiciji. Pojedini izvori smještaju arkanđela Uriela na čelo "Trećeg reda anđela", dok ga drugi spominju kao jednog od "Sedam duhova" ispred "Prijestolja". Svetkovina arkanđela Uriela slavi se 28. srpnja.

## U judeo-kršćanskoj tradiciji
Od sedam arkanđela, u Bibliji se poimenice spominju tek Mihovil, Gabrijel i Rafael. Međutim, često se pojavljuje u apokrifnoj Knjizi proroka Henoka. Tako se navodi u IX. poglavlju, kao jedan od četiri arkanđela, zajedno s Mihovilom, Gabrielom i Surjalom. U XX. poglavlju navode se imena i zadaće sedam arkanđela, i tu je Uriel spomenut kao jedan od svetih anđela, koji stražari nad jadikovkama i užasom.
Osim u apokrifnoj knjizi proroka Henoka, Uriel se spominje i u drevnom spisu Oporuka kralja Salomona, zajedno s drugim moćnim arkanđelom, Sabrielom.

## Uriel u umjetnosti
Prikazivanje Uriela u umjetničkim djelima nije nikada bilo osobito izraženo. Tijekom renesanse, papa Klement III. dao je ukloniti slike Uriela iz dvije crkve, vjerojatno zbog pogrešnog uvjerenja da je Uriel nekako povezan s herezom koja vjeruje da je pravi mesija zapravo Ivan Krstitelj. Takvu osudu je, međutim, izbjegao u Španjolskoj, Portugalu i Latinskoj Americi gdje su sačuvani njegovi brojni umjetnički prikazi. Umjetnički je predstavljen i u Anglikanskoj Crkvi te u SAD-u.

## Vanjske poveznice
| Portal:Kršćanstvo | Portal: Kršćanstvo |

- Uriel.com  Arhivirana inačica izvorne stranice od 22. veljače 2011. (Wayback Machine) (engl.)